# Îndumnezeire

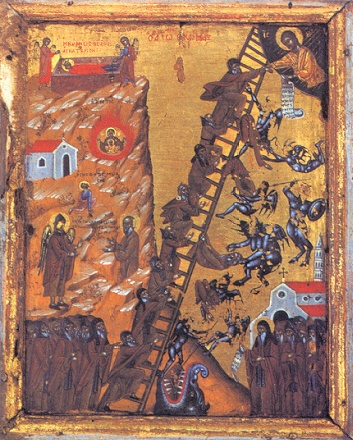
Icoana Scării Raiului (pașii spre îndumnezeire așa cum sunt descriși de Ioan Scărarul) îi arată pe călugări urcând (și căzând de pe) scara către Isus

Îndumnezeirea (în greacă θέωσις, transliterat: théosis, a nu se confunda cu divinizarea, adică „zeificarea” împăraților antici prin apoteoză) este un proces de transformare al cărui scop este asemănarea sau unirea cu Dumnezeu, așa cum învață Biserica Ortodoxă și Bisericile catolice de rit oriental. Ca proces de transformare, îndumnezeirea este rezultatul catharsis-ului (purificarea minții și a corpului) și a contemplării mistice (theoria, „iluminarea” cu „viziunea” lui Dumnezeu). Potrivit învățăturii creștine răsăritene îndumnezeirea este scopul esențial al vieții umane. Ea este considerată realizabilă doar printr-o sinergie (sau cooperare) între activitatea umană și energiile necreate ale lui Dumnezeu.
Potrivit mitropolitului Hierotheos Vlachos, primatul îndumnezeirii în teologia creștin-ortodoxă răsăriteană este legată direct de faptul că teologia creștină răsăriteană (așa cum a fost concepută în plan istoric de principalii săi exponenți) se bazează într-o mai mare măsură decât teologia catolică latină pe înțelegerea spirituală directă a trăirilor sfinților sau misticilor bisericii, mai degrabă decât pe gândirea aparent mai rațională practicată în Occident. Creștinii răsăriteni consideră că „cel care nu urmează calea unirii cu Dumnezeu nu poate fi teolog”, în sensul propriu al cuvântului. Astfel teologia creștină răsăriteană nu este tratată în primul rând ca o preocupare academică și se bazează, în schimb, pe revelația aplicată (vezi gnoseologia), iar validarea primară a unui teolog este determinată mai degrabă de o viață ascetică și sfântă decât de o formare intelectuală sau academică (vezi scolastica).

## Îndumnezeirea
Atanasie din Alexandria a scris: „El s-a întrupat ca noi să putem să fi ridicați către dumnezeire” (Αὐτὸς γὰρ ἐνηνθρώπησεν, ἵνα ἡμεῖς θεοποιηθῶμεν). Declarația lui este o bună descriere a doctrinei. Ceea ce altfel ar fi părut absurd — ca omul păcătos, căzut din grația divină, să poată deveni sfânt așa cum Dumnezeu este sfânt — a devenit posibil prin Isus Hristos, care este Dumnezeu întrupat. Desigur, afirmația creștină esențială că Dumnezeu este Unul stabilește o limită absolută a înțelesului îndumnezeirii: deoarece nu este posibil ca o ființă creată să devină ontologic Dumnezeu sau chiar o parte necesară a lui Dumnezeu (a celor trei ipostaze ale lui Dumnezeu), o ființă creată nu poate deveni Tatăl, Isus Hristos sau Duhul Sfânt.
Creaturile cele mai specifice, adică ființele create, nu pot deveni Dumnezeu în esența Sa transcendentă (ousia), adică superființe (vezi teologia apofatică). Un astfel de concept ar fi henosis sau absorbția și fuziunea spiritului individual în Dumnezeu, potrivit filozofiei păgâne grecești. Cu toate acestea, fiecare ființă este considerată ca fiind compusă din energie imanentă (energeia) a lui Dumnezeu. Deoarece energia este imanența lui Dumnezeu, ea este, de asemenea, energeia sau activitatea lui Dumnezeu. Astfel, doctrina evită panteismul, în timp ce acceptă parțial termenii și conceptele generale ale neoplatonismului, dar nu și substanța acestuia (vezi Plotin).
Maxim Mărturisitorul a scris:
| “ | O garanție sigură pentru a privi cu nădejde spre îndumnezeirea naturii umane este oferită de Întruparea lui Dumnezeu, care îl face pe om să fie Dumnezeu în aceeași măsură în care Dumnezeu Însuși a devenit om [...] . Să devenim imaginea unui Dumnezeu deplin, fără a avea nimic pământesc în noi înșine, pentru a trăi în armonie cu Dumnezeu și a deveni zei, primind de la Dumnezeu existența noastră ca zei. Căci este clar că Cel care a devenit om fără păcat (cf. Ev. Evrei 4:15) va zeifica natura umană fără a o schimba în Natura divină și o va ridica pentru Propriul Său folos în aceeași măsură în care S-a coborât El însuși pentru folosul omului. Acest lucru îl propovăduiește în mod mistic Sf. Pavel atunci când spune: „ca să arate în veacurile viitoare covârșitoarea bogăție a harului Său” (Ef. Efeseni 2:7) | ” |

## Theoria
Prin theoria (iluminarea sau experimentarea directă a Dumnezeului Triunic), ființele umane ajung să cunoască și să experimenteze ceea înseamnă să fii un om desăvârșit, adică să devină, de exemplu, imaginea creată a lui Dumnezeu; prin intermediul comuniunii lor cu Iisus Hristos, Dumnezeu se împărtășește rasei omenești, cu scopul de a le revela oamenilor tot ceea ce reprezintă El (cunoaștere, dreptate și sfințenie). Ca urmare a faptului că Dumnezeu a devenit om în toate modurile, cu excepția păcatului, el îi va face pe oameni să-i fie asemănători, adică „sfinți” în toate modurile, cu excepția dobândirii Esenței Divine, care este necreată. Irineu de Lyon a explicat această doctrină în lucrarea Împotriva ereziilor, Cartea 5, Prefață: „Cuvântul lui Dumnezeu, Domnul nostru Iisus Hristos, Care a devenit, prin intermediul iubirii Sale transcendente, ceea ce suntem noi, că El să ne poată face pe noi să fim chiar ceea ce este El Însuși.”

## Ca învățătură patristică și istorică
Pentru mulți Părinți ai Bisericii, îndumnezeirea merge dincolo de simpla restabilire a stării oamenilor de dinaintea căderii în păcat a lui Adam și a Evei, învățând că, deoarece naturile divină și umană au fost unite în persoana lui Isus, acum este posibil ca cineva să experimenteze o apropiere mai strânsă de Dumnezeu decât au experimentat inițial Adam și Eva în Grădina Edenului, și că oamenii pot deveni mai asemănători lui Dumnezeu decât au fost Adam și Eva la acea vreme. Unii teologi creștini răsăriteni merg atât de departe încât spun că Iisus s-ar fi întrupat doar din acest motiv, chiar dacă Adam și Eva nu ar fi păcătuit niciodată.
Întreaga omenire și-a restabilit deplin întregul său potențial, deoarece, prin nașterea sa dintr-o femeie, Fiul lui Dumnezeu a adoptat o natură umană și și-a asumat suferințele cauzate de păcat (deși el nu este păcătos și este Dumnezeu neschimbat în ființă). Cele două naturi (divină și umană) ale lui Hristos nu reprezintă două persoane, ci una singură, fiind efectuată așadar o unire în Hristos între întreaga omenire și Dumnezeu. Astfel are loc o împăcare între Dumnezeul sfânt și omenirea păcătoasă în singurul om fără păcat, Iisus Hristos. (Vezi rugăciunea lui Isus consemnată în Ioan 17.)
Această reconciliere se realizează efectiv prin efortul de conformare la imaginea lui Hristos. Fără efort, nu există nici o credință reală; credința trebuie să conducă la acțiune. Voința, gândirea și acțiunea omenească trebuie să tindă către unirea cu voința, gândirea și acțiunea lui Dumnezeu. O persoană trebuie să-și modeleze viața pentru a fi o oglindă, o asemănare adevărată a lui Dumnezeu. Mai mult decât atât, din moment ce natura divină și natura umană sunt unite în Hristos, viețile creștinilor sunt mai mult decât o simplă imitație și mai degrabă o unire cu viața spirituală de esență divină: astfel penitentul care caută mântuirea este unit cu Dumnezeu prin faptul că vrea și face ceea ce-i place lui Dumnezeu.
O analogie comună pentru îndumnezeire, oferită de Părinții greci ai Bisericii, este cea a unui metal care este pus în foc. Metalul obține toate proprietățile focului (căldură, lumină), în timp ce esența sa rămâne aceea a unui metal. Folosind analogia cap-corp de la Apostolul Pavel, fiecare om în care trăiește Hristos se împărtășește cu slava lui Hristos. Așa cum observa Ioan Gură de Aur, „unde este capul, acolo este și corpul. Iară capul și corpul nu sunt separate prin nimic intermediar, căci de vor fi separate nu se poate zice că e corp sau cap”.

## Etape
Îndumnezeirea este considerată a avea trei etape: prima, purificarea sau katharsis; a doua, iluminarea, viziunea lui Dumnezeu sau theoria; și a treia, sfințenia sau îndumnezeirea (theosis). Astfel, termenul „îndumnezeire” descrie întregul proces și obiectivul său. Prin intermediul purificării o persoană ajunge la theoria și apoi la theosis. Îndumnezeirea este comuniunea persoanei cu Dumnezeu. Potrivit acestei doctrine, viața sfântă a lui Dumnezeu, oferită credinciosului de Isus Hristos prin Duhul Sfânt, este exprimată prin cele trei etape ale îndumnezeirii, începând cu frământările spirituale din această viață, crescând cu experiența cunoașterii lui Dumnezeu și desăvârșindu-se cu învierea credinciosului, atunci când victoria lui Dumnezeu asupra fricii, păcatului și morții, împlinită în răstignirea și învierea lui Isus Hristos, se va manifesta pentru totdeauna în acel credincios.

## Practica ascetică
Drumul spre îndumnezeire include mai multe forme de practici, cele mai cunoscute fiind practica monahală și practica preoțească. Având la bază tradiția monahală, practica isihasmului este cea mai importantă modalitate de a stabili o relație directă cu Dumnezeu. Trăirea în mijlocul comunității bisericii și participarea la sfintele taine, în special la Euharistie, sunt importante, ca și cultivarea „rugăciunii inimii” și a rugăciunii neîncetate, așa cum îi îndeamnă apostolul Pavel pe tesaloniceni (1 și 2). Această rugăciune neîncetată a inimii este o temă predominantă în scrierile Sfinților Părinți, mai ales în cele colectate în Filocalia. Se consideră că nimeni nu poate ajunge la îndumnezeire fără o viață creștină impecabilă, încoronată cu o rugăciune credincioasă, caldă, tăcută și continuă a inimii.
Mijlocitorul îndumnezeirii este Duhul Sfânt, căruia ființa umană își supune voința pentru a primi acest har transformator prin practică și rugăciune, și, după cum învață Grigore Palamas, misticii creștini sunt îndumnezeiți prin umplerea cu Lumina taborică a Sfântului Duh în măsura în care se deschid ei prin asceză (îndumnezeirea nefiind un act unilateral al lui Dumnezeu, ci o cooperare iubitoare între Dumnezeu și creștinul evoluat, pe care Palama o considera a fi o sinergie).
Această sinergie sau cooperare între Dumnezeu și Om nu determină o absorbire a omenirii în Dumnezeu, ca în formele păgâne anterioare de zeificare precum henosis. Ea exprimă mai degrabă o unitate în natura complementară între creatură și creator. Dobândirea Duhului Sfânt este esențială, deoarece dobândirea duhului duce la desăvârșire.

## Atitudini occidentale
Atitudinea occidentală față de îndumnezeire a fost în mod tradițional negativă. În articolul său, Bloor evidențiază mai mulți teologi apuseni care au contribuit la ceea ce el a numit „stigmatizarea” îndumnezeirii. Totuși, în discursul teologic recent s-a observat o inversare a acestei atitudini, ca urmare a adoptării de către teologii apuseni a unor tradiții creștine, care, susține Bloor, acceptă ideea îndumnezeirii.
Practica rugăciunii ascetice, numită isihasm în Biserica Ortodoxă și în Bisericile catolice de rit oriental, „este centrată pe iluminarea sau îndumnezeirea (... sau theosis, în limba greacă) omului”.
Isihasmul este îndreptat către un scop care nu este limitat la viața naturală și trece dincolo de ea către îndumnezeire (theosis).
În trecut, teologii romano-catolici au exprimat o opinie, în general, negativă față de isihasm. Doctrina lui Grigorie Palama nu a avut aproape niciun susținător în Europa Apuseană, iar atitudinea neîncrezătoare a lui Varlaam Calabrezul cu privire la ea a prevalat în rândul teologilor apuseni, supraviețuind până la începutul secolului al XX-lea, așa cum se arată în articolul despre isihasm al lui Adrian Fortescue publicat în Enciclopedia Catolică (1910). Fortescue a tradus cuvintele grecești ἥσυχος și ἡσυχαστής ca „liniștit” și „chietist”.
În aceeași perioadă, articolul despre chietism al lui Edward Pace a indicat că, în timp ce chietismul în sensul cel mai strict este o doctrină propusă în secolul al XVII-lea de Miguel de Molinos, termenul a fost folosit, de asemenea, în sens mai larg pentru a cuprinde ambele religii indiene și ceea ce Edward Pace a numit „ciudățeniile isihasmului”, arătând, astfel, aceleași prejudecăți ca și Fortescue cu privire la isihasm; și, din nou, în aceeași perioadă, Siméon Vailhé a descris unele aspecte ale învățăturii lui Palama ca „erori monstruoase”, „erezii” și „o înviere a politeismului” și a numit metoda isihastă pentru ajungerea la o contemplare perfectă „nu mai mult decât o formă brută de autosugestie”.
Diferite concepte de „contemplație naturală” au existat în Răsărit și în Apusul medieval.
Secolul al XX-lea a evidențiat o remarcabilă schimbare în atitudinea teologilor romano-catolici cu privire la teologia lui Grigore Palama, o „reabilitare” a lui care a determinat unele părți ale Bisericii Apusene să-l considere sfânt, chiar dacă necanonizat. Unii cercetători occidentali susțin că nu există niciun dezacord între învățăturile lui Palama și credința romano-catolică. Potrivit lui G. Philips, deosebirea esență-energie este „un exemplu tipic de pluralism teologic perfect admisibil” care este compatibil cu învățătura de credință a Bisericii Romano-Catolice. Jeffrey D. Finch susține că „viitorul apropierii Est–Vest pare să fie depășirea polemicilor moderne între neoscolasticism și neopalamism”. Unii teologi apuseni au încorporat deja teologia lui Palama în gândirea proprie a lor.
Papa Ioan Paul al II-lea a spus că catolicii ar trebui să se familiarizeze cu „tradiția veche și venerabilă a Bisericilor Răsăritene”, pentru a se inspira din ea. Printre valorile spirituale ale acestei tradiții el a menționat în special:
„învățătura Părinților Capadocieni cu privire la divinizare (care) a intrat în tradiția tuturor Bisericilor Răsăritene și face parte din moștenirea lor comună. Aceasta poate fi rezumată în gândul exprimat deja de Sfântul Ireneu la sfârșitul secolului al II-lea: Dumnezeu s-a transformat în om pentru ca omul să poată evolua către Dumnezeu. Această teologie a divinizării rămâne una dintre înfăptuirile deosebit de dragi ale gândirii creștine răsăritene.”

## Notă explicativă
1. ↑  John Meyendorff a scris: „Dezbaterea dintre Varlaam și isihaști poate fi înțeleasă cel mai bine în lumina diferitelor lor interpretări cu privire la ceea ce Sfântul Maxim Mărturisitorul a numit „contemplație naturală” (physikē theōria) sau noua stare de ființă creatoare în Hristos. Varlaam – și, de asemenea, tradiția latină medievală – tind să înțeleagă acest habitus creat ca o condiție și nu ca o consecință a harului. Palama proclamă, dimpotrivă, noutatea copleșitoare a Împărăției lui Dumnezeu revelată în Hristos și natura gratuită a actelor divine și mântuitoare ale lui Dumnezeu. Prin urmare, pentru el, viziunea despre Dumnezeu nu poate depinde de „cunoașterea” umană.[23]”